# Isoctenus malabaris
Isoctenus malabaris là một loài nhện trong họ Ctenidae.
Loài này thuộc chi Isoctenus. Isoctenus malabaris được miêu tả năm 2007 bởi Polotow, Antonio D. Brescovit & Ott.